# カリスマ・レコード
カリスマ・レコード（Charisma Records、別名・The Famous Charisma Label）は、元ジャーナリストのトニー・ストラットン・スミスが1969年に設立したイギリスのレコード・レーベルである。彼はそれまでに、ナイス、ボンゾ・ドッグ・バンド、ヴァン・ダー・グラフ・ジェネレーターといったロック・バンドのマネージャーを務めていた。ゲイル・コルソンがレーベル・マネージャー兼共同マネージング・ディレクターを務めた。
レーベルの最も成功したミュージシャンは、ジェネシス、ピーター・ガブリエル、ジュリアン・レノン、モンティ・パイソンであった。最初のリリースは、ヴァン・ダー・グラフ・ジェネレーターのアルバム『ザ・リースト・ウィ・キャン・ドゥ・イズ・ウェイヴ・トゥ・イーチ・アザー』。トニー・ストラットン・スミスは、アルバムをリリースする会社を見つけることができなかったので、自分でリリースする決心をした。
カリスマの最初の英国レーベルは、独特の「ピンク・スクロール」デザインであった。ジョン・テニエル卿が描いたマッド・ハッターの2番目のロゴ（1972年に使用）は（時々、『不思議の国のアリス』冒険からの他の画像のモンタージュと組み合わせて）、レーベルをすぐに認識できるようにした。レーベルが使用した初期の特徴的なアートワークの多くは、ポール・ホワイトヘッドによって作成された。
レーベルはまた、ナイス、リンディスファーン、アラン・ハル、ホークウインド、アラン・パーソンズ・プロジェクト、クリフォード・T・ワード、ストリング・ドリヴン・シング、ジャック・ザ・ラッド、オーディエンス、ヴィヴィアン・スタンシャル、ブランドX、サー・ジョン・ベッチェマン、マルコム・マクラーレン、アフレイド・オブ・マイスによる作品をリリースした。1970年代のピーター・ハミル、トニー・バンクス、スティーヴ・ハケットらによるソロ・アルバムもカリスマからのリリースであった。
ゲイル・コルソンは1970年代後半にカリスマを去り、自身のマネージメント会社であるゲイルフォースを設立した。
1983年、カリスマ・レコードはヴァージン・レコードに買収され、ヴァージンがレーベルを吸収する1986年まで運営を続けた。1992年に起こったヴァージンのEMIによる購入により、当時は「Thorn EMI」として知られるところとなった。名前以外オリジナル・レーベルとは関係のない新しいバージョンとなったカリスマは1990年から1992年の間に運営され、後にCardiac Recordsと呼ばれるストリート志向の独立分散型子会社となっている。カリスマ・レコードのレコーディング作品の一部は、EMIレーベルから再発された。イギリスにおいて、このレーベルは2007年にEMIのエンジェル・レコードによって復活した。
EMIのユニバーサル ミュージック グループによる購入のほとんどで、カリスマはヴァージン・レコードに戻った。

## 配給
カリスマは当初、イギリスでB&Cレコードの支社として製造、流通され、シングルとアルバム両方のB&Cカタログ・シリーズを共有していたが、後にそのレーベルを吸収した。1970年代半ばから後半にかけて、カリスマのヨーロッパでの販売はフォノグラム社が担当した。
アメリカとカナダにおいて、カリスマのレコーディング作品は当初、他のレーベルにライセンスされていた。これらには、子会社であるインパルス!レコード、プローブ・レコード、ダンヒル・レコードとともにABCレコードが含まれていた。アーティストにはヴァン・ダー・グラフ・ジェネレーターとジェネシスが含まれている。アメリカのエレクトラ・レコードは、カリスマのアーティストであるアトミック・ルースター、オーディエンス、リンディスファーン、ジャック・ザ・ラッドのレコードをリリースした。
1971年、カリスマはブッダ・レコードと販売契約を結び、アメリカにおけるカリスマ・レーベルによるアルバムのリリースを開始した。これらには、ヴァン・ダー・グラフ・ジェネレーターによる『ポーン・ハーツ』や、ジェネシスによる『怪奇骨董音楽箱』『フォックストロット』『ライヴ』が含まれていた。アトランティック・レコードは、1973年から1974年にかけて、多くのジェネシス作品を含むカリスマによるレコーディング作品をアメリカでリリースした。
1973年にアトランティックはアメリカでのカリスマの配給をストップした。その結果、アメリカでは、カリスマ所属のバンドが、マーキュリー・レコード（ヴァン・ダー・グラフ・ジェネレーター）やアリスタ・レコード（モンティ・パイソン）などのさまざまなレーベルと契約することとなった。ジェネシスのレコードは、1974年から1976年まで、アトランティック傘下のレーベルであるアトコ・レコードの下でアメリカでのリリースがなされた。1976年、カリスマは1980年まで続いたポリドール・レコードとイギリスでの新しい配給契約を結んだ。カナダでは、多くのカリスマのリリース作品が、GRTおよびポリグラム・カナダによって配給された。
1980年から1982年の間、カリスマはニュー・ウェイヴとレゲエに特化したレーベルであるプレ・レコードと呼ばれる子会社を運営した。プレ・レコードのリストには、スカーズ、プリンス・ファー・アイ、デルタ5、グレゴリー・アイザックス、モノクローム・セット、コンゴ・アシャンティ・ロイなどが含まれていた。また、アメリカのレーベルであるラルフ・レコードからレジデンツとタキシードムーンによるアルバムをライセンス販売した。ヨーロッパでは、プレ・レコードのリリース作品はカリスマ・レーベルから発売された。

## 収集可能な「ピンク・スクロール」レーベル・デザイン
ほとんどのカリスマのアーティストは、初期の段階では比較的知られていなかったため、オリジナル・プレスのアルバムが非常に珍しいものとなり、コレクター人気が高まっている。「ピンク・スクロール」ラベルは、1969年から1972年半ばまでイギリスで最初に使用された。これはやがて、ポール・ホワイトヘッドによって設計されたマッド・ハッター・ラベルに置き換えられた。アメリカでは、ピンク・スクロールのラベルは、1973年後半から1974年前半に、ブッダによって配給されたリリース作品でも使用されていた。アトランティック・レコードによって配給されたリリース作品は、マッド・ハッター・デザインのバリエーションを使用した。